# Centromerus terrigenus
Centromerus terrigenus är en spindelart som beskrevs av Takeo Yaginuma 1972. Centromerus terrigenus ingår i släktet Centromerus och familjen täckvävarspindlar. Inga underarter finns listade i Catalogue of Life.